# エドワード・オブ・ノーフォーク
エドワード・オブ・ノーフォークまたはエドワード・オブ・ブラザートン（Edward of Norfolk, 1313年ごろ - 1334年8月9日以前）は、初代ノーフォーク伯トマス・オブ・ブラザートンの一人息子であり、イングランド王エドワード1世の孫。

## 生涯
エドワードは1313年頃に生まれ、トマス・オブ・ブラザートンの一人息子であった。トマスはエドワード1世とその二番目の妃でフランス王フィリップ3世（1285年没）の娘マーガレット・オブ・フランス（1279年頃 - 1318年）の間の長男である。母はアリス・ド・ヘイルズ（1330年以前没）で、ノーフォークのロートンのロッドンにあるヘイルズ・ホールのサー・ロジャー・ド・ヘイルズとその妻アリス・スコーガンの娘であった。エドワードには以下の2人の妹がいた。
- マーガレット（1322年頃 - 1399年3月24日）は、最初に第4代セグレイブ男爵ジョン・セグレイブと結婚し、2人の息子と2人の娘をもうけた。次にサー・ウォルター・マニーと結婚した[3][4][5]。
- アリス（1324年頃 - 1352年1月30日） - 1338年8月29日より前に初代モンタギュー男爵エドワード・モンタギュー（1361年7月14日没）と結婚し、1男2女をもうけた[6]。

1328年5月29日直後、ヘレフォードにおいて初代マーチ伯ロジャー・モーティマーとサー・ピーター・ド・ジェネヴィルの娘で相続人のジョーン・ド・ジェネヴィルとの間の娘ベアトリス・モーティマーと結婚した。この結婚式においては二組の結婚が行われ、花嫁の妹アグネス・モーティマーは、後に初代ペンブルック伯となるローレンス・ヘイスティングスと結婚した。祝賀会では盛大な馬上槍試合が開かれ、エドワード3世とその母イザベラ・オブ・フランスが出席した。イザベラは当時、花嫁の父ロジャー・モーティマーの愛人であった。この結婚で子どもは生まれず、挙式の2年後、妻の父ロジャー・モーティマーはタイバーンで絞首刑に処せられた。
エドワードは1334年8月9日までに父より先に亡くなった。
未亡人となったベアトリスは1337年9月13日までに、グロスターシャーのテットベリーのサー・ピーター・ド・ブルーズとその妻アグネス・ド・クリフォードの息子であり相続人であるサー・トマス・ド・ブルーズ（1361年6月9/16日没）と結婚し、3男3女をもうけた。
1338年8月4日に父トマス・オブ・ブラザートンが亡くなった後、エドワードの妹マーガレットがノーフォーク伯位を継承した。